# Lingson Belekanyama
Lingson Belekanyama (falecido em 12 de janeiro de 2021) foi um político do Malauí que atuou como Ministro do Governo Local e Desenvolvimento Rural.
Ele morreu de COVID-19 durante a pandemia de COVID-19 no Malawi.